# Sakupplysning
Sakupplysning är en ordningsfråga som man använder sig av om man vill tillföra ett möte en upplysning. Upplysningen skall inte spegla talarens ståndpunkt utan endast tillföra fakta.
En mötesdeltagare kan även begära sakupplysning som innebär att han eller hon vill ha en sakupplysning. Begäran om sakupplysning kallas ibland även sakfråga.[källa behövs]
Eftersom sakupplysning är en ordningsfråga får den bryta eventuell talarlista.

## Exempel
Antag att mötet diskuterar huruvida man skall köpa fastighet. Då är en sakupplysning ett inlägg om vad fastigheten kostar.
En begäran om sakupplysning är en fråga om vad fastigheten kostar.